# Будинок відпочинку «Луга»
Будинок відпочинку «Луга» (рос. Дом отдыха «Луга») — селище у Лузькому районі Ленінградської області Російської Федерації.
Населення становить 88 осіб. Належить до муніципального утворення Заклинське сільське поселення.

## Історія
Згідно із законом від 28 вересня 2004 року № 65-оз належить до муніципального утворення Заклинське сільське поселення.

## Населення
| 1997 | 2007 | 2010 |
| ---- | ---- | ---- |
| 126  | ↘107 | ↘88  |